# Конрад фон Труендинген
Конрад фон Труендинген (на немски: Konrad von Truhendingen; * пр. 1300; † 19 май пр. 1328/1332) е граф на Труендинген във Франкония, Бавария.

## Произход
Той е син на граф Фридрих VIII фон Труендинген († 15 април 1332) и съпругата му Агнес фон Цолерн-Нюрнберг († сл. 28 януари 1318), дъщеря на бургграф Конрад II фон Нюрнберг († 1314) и Агнес фон Хоенлое-Уфенхайм († 1319). Внук е на граф Фридрих II фон Труендинген (VI) († 1290) и графиня Агнес фон Вюртемберг († 1305).

## Фамилия
Конрад фон Труендинген се жени 1319 г. за графиня София фон Хенеберг (* пр. 1319; † сл. 1360), дъщеря на Хайнрих IV фон Хенеберг († 1317) и втората му съпруга Кунигунда фон Вертхайм († 1331). Те имат двама сина:
- Хайнрих фон Труендинген († между 1 януари и 18 септември 1380), женен I. пр. 16 май 1333 г. (развод пр. 1367) за графиня Аделхайд фон Цигенхайн († 1388), II. на 27 март 1367 г. за Дортея фон Гера († между 21 януари 1406 /12 февруари 1411)
- Фридрих († 19 май1366, Бамберг), епископ на Бамберг (1363 – 1366)